# Natività del Battista (Signorelli)
La Natività del Battista è un dipinto a tempera e su tavola (31 × 70 cm) di Luca Signorelli, databile al 1485-1490 circa e conservato nel Museo del Louvre a Parigi.

## Storia
L'opera fa parte di una predella di una pala d'altare imprecisata. Si trova al Louvre dal 1824, quando venne acquistata sul mercato antiquario. Lo scomparto di predella è stato definitivamente messo in rapporto alla Pala di Sant'Onofrio del duomo di Perugia da Raffaele Caracciolo.

## Descrizione e stile
La scena della nascita del Battista è trattata in modo originalissimo: nella scatola prospettica di una stanza scura, con la luce che entra esclusivamente da una porta a sinistra in primo piano, l'anziana sant'Elisabetta, rappresentata in un letto fortemente scorciato, ha appena partorito e consegna il neonato a una levatrice, mentre un uomo la assiste dai piedi del letto. A destra si trova una donna in piedi e un'altra levatrice che sta preparando alcune stoviglie pregiate per il bagnetto, mentre seduto in disparte in primo piano a destra si trova Zaccaria che, diventato muto per non aver creduto all'annuncio divino che gli profetizzava la nascita di un figlio, sta scrivendo su un foglio il nome da imporre al figlio.
Il motivo più eclatante della tavoletta è dato dal personaggio che si affaccia in controluce dalla porta a sinistra, proiettando una lunga ombra nella luce tagliente che entra nella stanza. La luce illumina uno spessore di una nicchia-armadio sulla parete centrale. Finemente modulate sono poi le ombre e i riverberi luminosi su alcuni dettagli lucidi, come le stoviglie in terra e sulla mensola dietro al letto. Si tratta di sviluppi degli esempi di Filippo Lippi (Annunciazione di Washington, 1435-1440) e di Piero della Francesca (predella del Polittico di Sant'Antonio, 1460-1470 circa), con l'interno domestico arrangiato con estrosa spregiudicatezza compositiva.